# منتخب تنزانيا تحت 19 سنة للكريكت
منتخب تنزانيا الوطني للكريكت تحت 19 سنة، هو ممثل تنزانيا الرسمي في المنافسات الدولية في الكريكت .